# Unit:187
Unit:187 ist eine 1994 gegründete Industrial-Rock- und Industrial-Dance-Band.

## Geschichte
Unit:187 wurde 1994 von John Morgan und Tod Law in Vancouver gegründet. Unter dem Einfluss der lokalen Post-Industrial-Szene, der insbesondere Interpreten wie Front Line Assembly und Skinny Puppy angehörten, nahm das Kern-Duo mit weiteren Musiker ihr erstes selbstbetiteltes Studioalbum auf. Das Album wurde 1995 über 21st Circuitry veröffentlicht. Law nannte keine Namen, verwies allerdings darauf, dass die Musiker der Region viel Zeit gemeinsam in Aufnahmestudios und Proberäumen verbrächten und sich gegenseitig inspirierten. Dadurch sei der irrige Eindruck einer ausgeprägten Szene in Vancouver verbreitet. Eine solche Szene mit entsprechenden Szenetreffpunkten und lokaler Popularität existierte jedoch nicht. Die fortlaufende Historie der Band war von langen Pausen zwischen Veröffentlichungen und der engen Verzahnung mit anderen Interpreten der Region geprägt.
Loaded, das zweite und von Devin Townsend produzierte Album der Band, wurde 1997 veröffentlicht und von der internationalen Kritik hoch gelobt. Neben Townsend als Produzent wurden Morgan und Law von den neuen Bandmitgliedern Jed Simon (Gitarre) und Byron Stroud (Bass) von Strapping Young Lad ergänzt. Einige der Stücke, insbesondere das Titelstück, wurden zu internationalen Club-Hits. Rhys Fulber von Front Line Assembly mischte mit dem als Remix-EP ausgekoppelten Stück Stilborn, einen weiteren Club-Hit der Gruppe.
Im Jahr 1999 kollabierte 21st Circuitry Records. Die Band musste einen neuen Vertragspartner finden und kam bei COP International unter. Über das Label veröffentlichte die Band im Jahr 2003 ihr drittes Studioalbum Capital Punishment. Die Besetzung wurde um Chris Peterson von Front Line Assembly ergänzt. Die Abmischung übernahm der Skinny-Puppy-Produzent Anthony Valcic. Im Oktober des Jahres 2010 veröffentlichte die Band ihr viertes Studioalbum unter dem Titel Out for Blood. Zwei Jahre später folgte über Vendetta Music das Remix-Album Transfusion mit Remixen zu Out for Blood von unter anderem cEvin Key, 16Volt, Mindless Faith und iVardensphere. Am 22. Juni 2015 gab Unit:187 auf ihrer Facebook-Seite bekannt, dass Law an den Folgen einer Leukämieerkrankung gestorben ist. Die Band trat weiterhin auf.

## Stil
Die Musik von Unit:187 entspricht dem Industrial Dance und Industrial Rock regionaler Vergleichsgrößen. In Rezensionen wird häufig auf personelle Überschneidungen und musikalische Parallelen zu Skinny Puppy und Front Line Assembly verwiesen. So vermengt Unit:187 die elektronischen Elemente des Post-Industrial wie das programmierte Schlagzeug, Samples, Loops und weißes Rauschen mit einem aggressiven Gitarrenspiel. Der gesprochene und gebrüllte Gesang wird dabei durch die Nutzung von Filtern und Verzerrern verfremdet.

## Diskografie
- 1996: Unit:187 (Album, 21st Circuitry)
- 1997: Loaded (Album, 21st Circuitry)
- 1997 Stillborn (Remix-EP, 21st Circuitry)
- 2003: Capital Punishment (Album, COP International)
- 2010: Out for Blood (Album, COP International)
- 2012: Transfusion (Remix-Album, Vendetta Records)